# Opération Bribie
Guerre du Viêt Nam
Batailles
L'opération Bribie est un engagement entre les forces armées australiennes et les forces armées vietcongs lors de la guerre du Viêt Nam qui se déroule du 17 au 18 février 1967.